# Damery (Marna)
Damery è un comune francese di 1 520 abitanti situato nel dipartimento della Marna nella regione del Grand Est.

## Società

### Evoluzione demografica

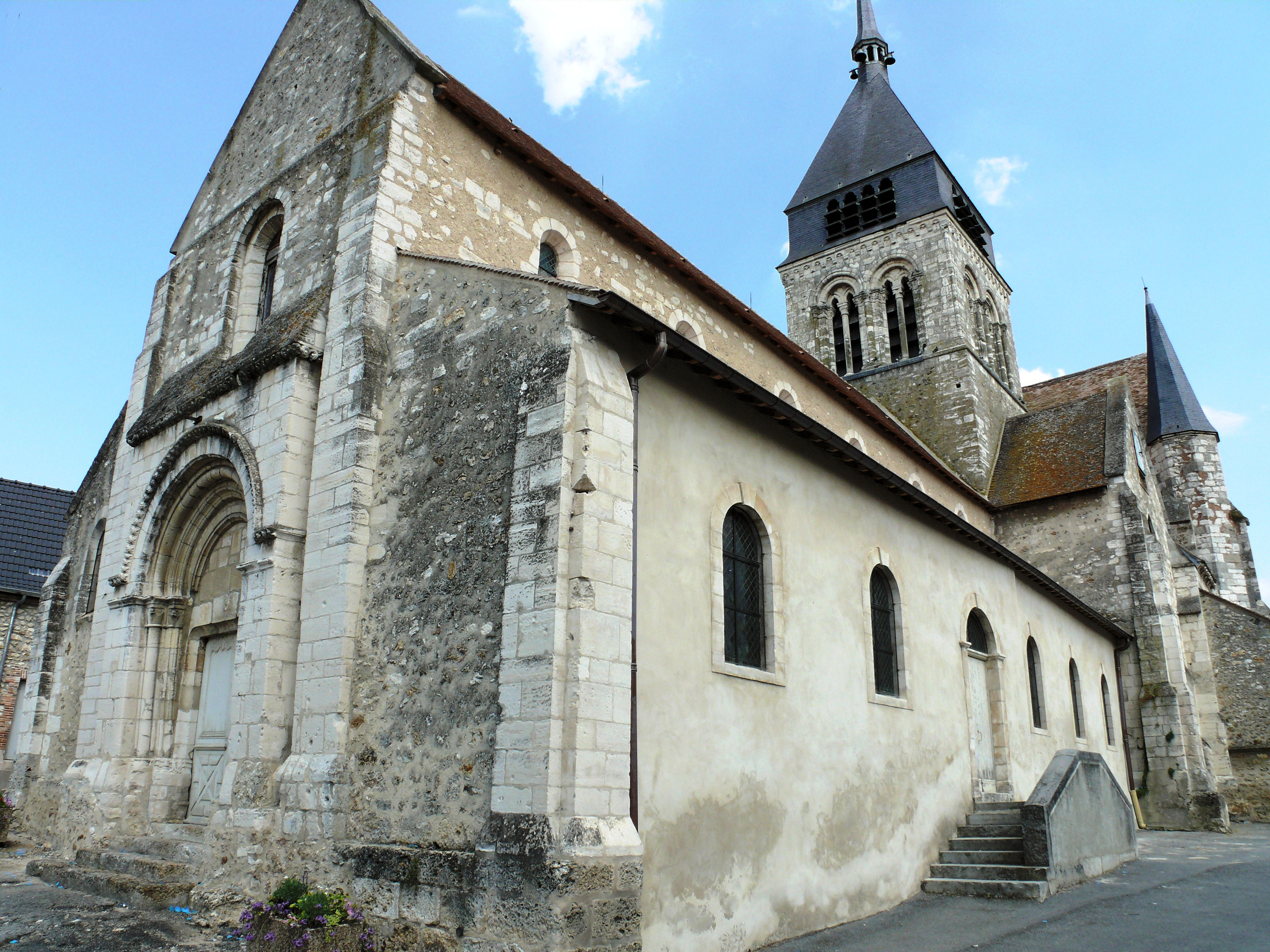
chiesa di san Giorgio

Abitanti censiti